# Nestori
Nestori (grec antic: Νεστόριος; llatí: Nestorius) fou un patriarca de Constantinoble (428-431) i un heresiarca grec del segle v, fundador del nestorianisme. Considerat heretge, però amb molts seguidors, és venerat com a sant per les esglésies nestorianes, com l'Església assíria d'Orient i altres esglésies siríaques orientals.
Teòleg cristià de l’Escola Catequètica d'Antioquia, diversos dels seus ensenyaments en els camps de la cristologia la mariologia van ser considerats controvertits, herètics i van causar importants disputes. Els seus ensenyaments incloïen la restricció de l'ús del títol Theotokos (Portadora de Déu), utilitzat per a Maria, mare de Jesús, per tal que no es confonguessin les naturaleses humana i divina de Crist, ja que creia que Crist va néixer segons la seva humanitat i no la seva divinitat, cosa que indicava la seva preferència pel concepte de la unió prosòpica de dues naturaleses (divina i humana) de Crist, per sobre del concepte d'una unió hipostàtica. Va proposar en canvi el títol de Christotokos ('portador de Crist'). Això el va portar a entrar en conflicte amb Ciril d'Alexandria i altres destacats eclesiàstics miafisites de l'època, que el van acusar d'heretgia.
El 431, va ser condemnat i deposat de la seva seu pel Concili d'Efes, presidit pel seu arxirival Ciril I d'Alexandria, però el contraconcili liderat per Joan I d'Antioquia el va reivindicar i va deposar Ciril a canvi. Nestori es va abstenir d'assistir a aquests dos concilis i, en canvi, va demanar la retirada a l'emperador romà d'Orient. A petició pròpia, es va retirar al seu antic monestir, a Antioquia o a prop. El 435, Teodosi II el va enviar a l'exili a l'Alt Egipte, on va viure fins al 451 aproximadament, defensant enèrgicament les seves opinions. El seu darrer gran defensor dins l'Imperi Romà, Teodoret de Cir, finalment va acceptar anatematitzar-lo  el 451 durant el Concili de Calcedònia.

## Biografia

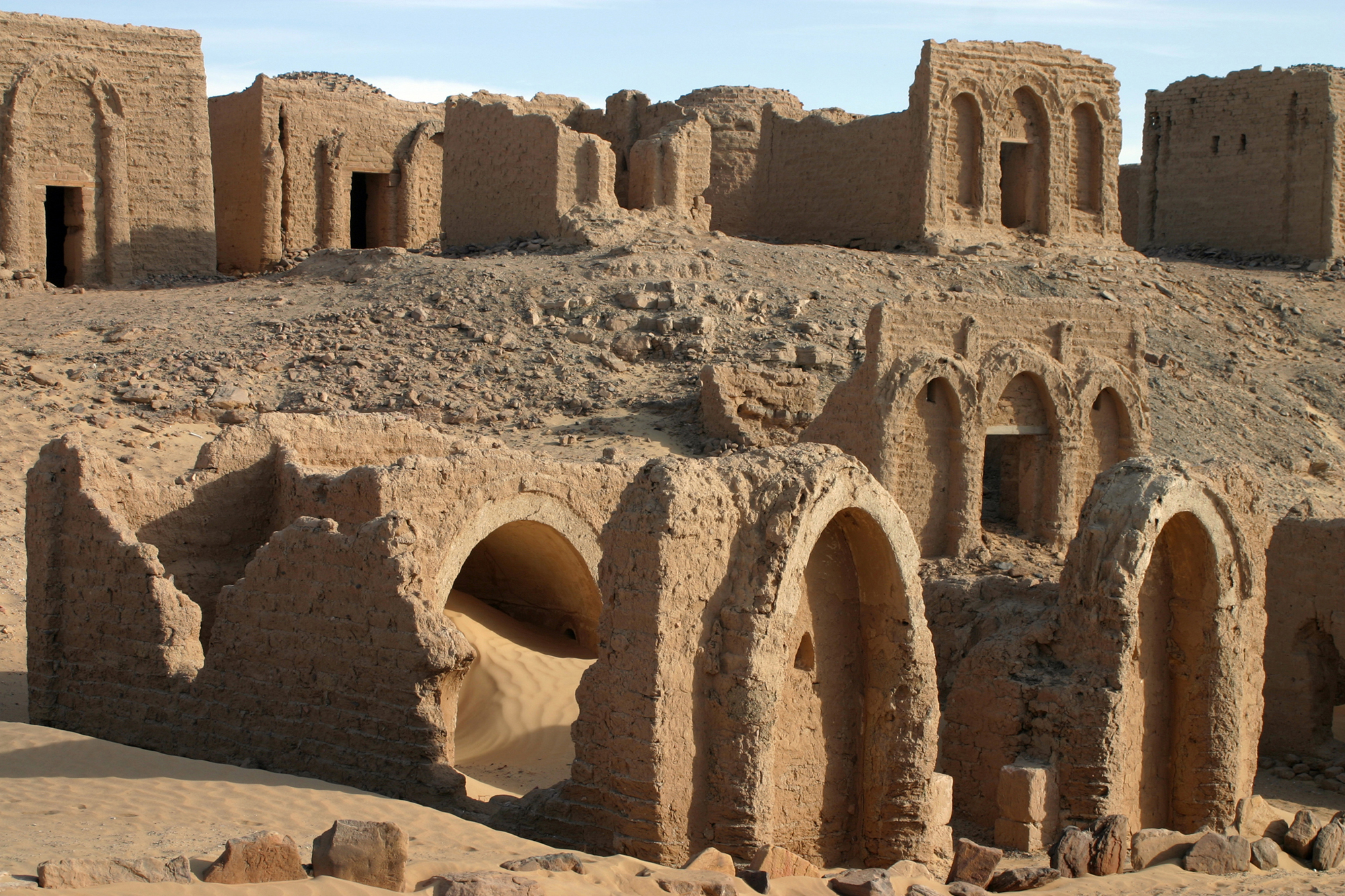
Necròpoli cristiana de l'oasi d'al-Kharga, on va morir i probablement fou enterrat Nestori.

Segon Sòcrates i Teodoret, va néixer a Germànicia, al nord de Síria, encara que Ammià Marcel·lí el fa nadiu d'Alexandria (Cassià diu que hi fou batejat). De naixement humil i mínima educació, va anar a viure a Antioquia de l'Orontes i fou ordenat prevere.
Va ser consagrat com a patriarca de Constantinoble el 10 d'abril del 428, segon Sòcrates, però Lliberat diu que fou l'1 d'abril, que era diumenge, que sembla més adequat a la tradició. L'any és discutit, però probablement fou el 428, pocs mesos després de la mort del seu predecessor.
De seguida es va dirigir a l'emperador Teodosi II: "Senyor, purgueu el món d'heretges i us retornaré el cel; ajudeu-me a eliminar els heretges i us ajudaré contra els perses". Al seu cinquè dia, va tractar de destruir un centre d'oració dels arrians i aquests mateixos van decidir incendiar el lloc; els novacians i els quartodecimans d'Àsia també van patir persecució i es van produir tumults a Milet i Sardes amb uns quants morts; també es va perseguir els macedonians.
De mica en mica, va anar imposant punts de vista que no s'ajustaven a l'ortodòxia imperant, ajudat pel prevere Anastasi d'Antioquia, que va convertir en el seu ajudant (sincel·le) i confident, distingint curosament entre la natura humana i la natura divina de Crist en contra dels Apol·linars. Així, Nestori desaprovà que Maria, la mare de Jesús, fos anomenada Mare de Déu; Anastasi objectava que si Maria era humana no podia ser la mare de Déu. Les objeccions a aquest punt de vista i el seu manteniment (en especial, l'objecció al terme Θεοτόκος) van agreujar la disputa teològica.
Els opositors a Nestori, en comptes de veure una precaució per la doble natura van veure un rebrot de les doctrines de Pau de Samòsata, que deia que Crist era Ψιλὸς ἄνθρωπος un "simple home". La violència per ambdós costats va portar a càstigs i empresonaments. Procle, bisbe de Cízic, candidat al patriarcat, va encapçalar el moviment perquè s'anomenés Maria Mare de Déu; i en resposta, Nestori va fer un discurs que es conserva en transcripció llatina.
Doroteu, bisbe de Marcianòpolis, seguidor de Nestori, va pronunciar l'anatema contra els partidaris del terme Mare de Déu, i es va produir una gran divisió en l'Església. Nestori va convocar un concili en què el clergat que se li oposava fou destituït, acusat de maniqueisme.
El bisbe Ciril I d'Alexandria va abraçar el partit oposat a Nestori i va convocar un concili de bisbes a Alexandria i va pronunciar dotze anatemes contra els errors de Nestori, als quals aquest va respondre amb el mateix nombre d'anatemes. Ciril el va amenaçar amb l'excomunió en deu dies si Nestori no acceptava l'ortodòxia d'Alexandria i Roma, i va pronunciar sentència de deposició i excomunió contra el patriarca. Joan, patriarca d'Antioquia, va demanar a Nestori retirar l'oposició, però aquest va explicar que quan va arribar a Constantinoble Maria era anomenada per uns Mare de Déu i per altres Mare de l'home, i que havia proposat el nom de Mare de Crist, i que mantenia aquesta proposta, però ja els ànims estaven massa encesos i només un concili general ho podia solucionar.
Els emperadors Teodosi II i Valentinià III el van convocar al concili d'Efes (431). Nestori hi va anar personalment; Ciril va enviar Celestí. En absència de Nestori, que es va retirar amb els seus per les violències exercides, els seguidors de Ciril va imposar els seus punt de vista (22 de juny) i Nestori fou deposat; quan van arribar els bisbes orientals que mancaven, partidaris de Nestori, es van ajuntar amb els nestorians i van reunir un contra-concili en el qual van deposar Ciril i Memnó, bisbe d'Efes, el seu principal suport. Aquest va respondre deposant Joan (Ciril va tenir el suport de Juvenal, bisbe de Jerusalem).
El comte imperial Joan va considerar prudent posar els tres implicats (Ciril, Nestori i Joan) sota vigilància. Nestori va apel·lar a l'emperador i Ciril va fer el mateix i també Joan, i els bisbes orientals que li donaven suport. Finalment, l'emperador va confirmar la deposició de Nestori, i encara que de moment Joan va posar problemes, finalment, es va reconciliar amb Ciril i es va restablir la pau.
Nestori va abandonar l'oposició a la paraula Mare de Déu, però els bisbes del seu partit van continuar mantenint la doctrina. Aquestes doctrines es van difondre molt cap a orient i especialment a Pèrsia i van originar els nestorians, els quals s'anomenaren caldeus cristians.
Nestori es va retirar al monestir d'Euprepi prop d'Antioquia, però després de 4 anys, com que mantingué les seves opinions, fou desterrat al gran oasi de l'Alt Egipte (vers 435). Al cap d'uns anys, sense canviar les seves opinions, va caure en mans dels blèmies, que van saquejar l'oasi, però per la seva pietat fou alliberat i va poder tornar a la Tebaida. Va passar per diversos llocs de desterrament i va morir finalment per una caiguda, probablement després del 450.

## Controvèrsia nestoriana

Espectre cristològic durant els segles V-VII que mostra les opinions de l'Església d'Orient (blau clar), les Esglésies calcedonianes (morat clar) i les Esglésies miafisites (rosa).

Poc després de la seva arribada a Constantinoble, Nestori es va veure involucrat en les disputes entre dues faccions teològiques, que diferien en la seva cristologia. Nestori va intentar trobar un punt intermedi entre aquells que emfatitzaven el fet que en Crist, Déu havia nascut com a home i insistien a anomenar la Verge Maria Theotokos (grec: Θεοτόκος, portador de Déu) i aquells que van rebutjar aquest títol perquè Déu, com a ésser etern, no podria haver nascut. Mai va dividir Crist en dos fills (Fill de Déu i Fill de Maria), sinó que es va negar a atribuir a la naturalesa divina els actes i sofriments humans de l'home Jesucrist. Nestori va suggerir el títol Christotokos (Χριστοτόκος, portador de Crist), però no va trobar acceptació per cap de les dues parts.
El nestorianisme es refereix a la doctrina que hi ha dues hipòstasis diferents en Crist Encarnat, una divina i l'altra humana. L'ensenyament de totes les esglésies que accepten el Concili d'Efes és que en Crist Encarnat hi ha una sola hipòstasi, Déu i home alhora. Aquesta doctrina es coneix com la unió hipostàtica. Nestori, en canvi, afirmava que, com que les dues hipòstasis són separades, existeix una mera connexió (en grec: συναφεία synapheia) entre altres, i el que està unit són les prosopes (singular Prosopon πρόσωπον, lit. cara) en una unió prosòpica.
Els oponents de Nestori el van acusar de separar la divinitat i la humanitat de Crist en dues persones que coexisteixen en un sol cos, negant així la realitat de l'Encarnació. No és clar si Nestori realment va ensenyar això.
Eusebi de Dorilèon, un laic que més tard es va convertir en bisbe de la veïna Dorilèon, va ser el primer a acusar Nestori d'heretgia, però l'oponent més contundent de Nestori va ser el patriarca Ciril d'Alexandria. Això, naturalment, va causar una gran agitació a Constantinoble, especialment entre el clergat, que clarament no estava ben disposat a Nestori, l'estranger d'Antioquia.
Ciril va apel·lar al papa Celestí I de Roma perquè prengués una decisió, i Celestí va delegar a Ciril la tasca d'excomunicar Nestori si no canviava els seus ensenyaments en un termini de 10 dies.
Nestori havia acordat amb l'emperador l'estiu de 430 la convocatòria d'un concili. Ara ho va accelerar, i la citació s'havia enviat als patriarques i metropolitans el 19 de novembre, abans de la sentència del papa, pronunciada per Ciril d'Alexandria, i notificada a Nestori.
L'emperador Teodosi II va convocar un concili eclesiàstic general a Efes, una seu especial per a la veneració de Maria, on la fórmula de la Theotokos era popular. L'emperador i la seva esposa van donar suport a Nestori, però el papa Celestí I va donar suport a Ciril.
Ciril d'Alexandria va assumir el càrrec del Concili d'Efes el 431, obrint el debat abans que arribés el contingent de bisbes orientals d’Antioquia, que feia temps que s'esperava. El concili va deposar Nestori i el va declarar heretge.

En paraules del propi Nestori:
| « | Quan els seguidors de Ciril d'Alexandria van veure la vehemència de l'emperador... Van provocar disturbis i discòrdia entre el poble amb crits, com si l'emperador s'oposés a Déu; es van aixecar contra els nobles i els caps que no acceptaven el que havien fet i corrien d'un costat a l'altre. I... es van endur amb ells aquells que havien estat separats i allunyats dels monestirs per raó de les seves vides i les seves estranyes maneres i que per aquesta raó havien estat expulsats, i tots els que eren de sectes herètiques i estaven posseïts pel fanatisme i per l'odi contra mi. I una sola passió hi havia en tots ells, jueus i pagans i totes les sectes, i s'ocupaven d'acceptar sense examen les coses que es feien sense examen contra mi; i alhora tots ells, fins i tot aquells que havien participat amb mi a la taula, en l'oració i en el pensament, estaven d'acord... contra mi i jurant juraments l'un amb l'altre contra mi... En res no estaven dividits. | » |

Mentre el concili estava en curs, Joan I d'Antioquia i els bisbes orientals van arribar i es van enfurir en sentir que Nestori ja havia estat condemnat. Van convocar el seu propi sínode, en el qual Ciril d'Alexandria va ser deposat. Ambdues parts van apel·lar llavors a l'emperador.
Inicialment, el govern imperial va ordenar que tant Nestori com Ciril d'Alexandria fossin deposats i exiliats. Nestori va ser obligat a tornar al seu monestir d'Antioquia, i Maximià de Constantinoble va ser consagrat arquebisbe de Constantinoble en el seu lloc. Finalment, a Ciril se li va permetre tornar després de subornar diversos cortesans.

## Llegat
Tot i que Nestori havia estat condemnat per l'església imperial, hi havia una facció lleial a ell i als seus ensenyaments. Després del cisma nestorià, molts cristians nestorians es van veure obligats a traslladar-se a les comunitats dins l'Imperi Sassànida; així, l'església va adoptar noms com ara església nestoriana i Església de Pèrsia.
En els temps moderns, l'Església Assíria Oriental, descendent de la històrica Església d'Orient, venera Nestori com a sant, però l'església moderna no subscriu la totalitat de la doctrina nestoriana tal com s'ha entès tradicionalment a Occident com a dues persones, creient que Occident va malinterpretar i tergiversar la seva teologia, i rebutja que Nestori ensenyés cap heretgia. El patriarca Dinkha IV va repudiar l'exònim nestorià amb motiu de la seva ascensió al tron el 1976.
Després del Concili d'Efes dins l'Imperi Romà d'Orient, la doctrina del monofisisme es va desenvolupar en reacció al nestorianisme d’Èutiques, que afirmava que Crist tenia una naturalesa monos (única), i que la naturalesa humana estava completament absorbida per la divina, en contrast amb el miafisisme, que afirma una naturalesa composta mia (una) d'ambdues, completament divina i completament humana, sense canvi, barreja, divisió o separació. Tot i ser condemnat al Tercer Concili d'Efes per les Esglésies ortodoxes orientals, de vegades se'ls atribueix el monofisisme, ja sigui intencionadament o per ignorància.

## Obres
Molt pocs dels escrits de Nestori han sobreviscut. Hi ha diverses cartes conservades als registres del Concili d'Efes, i fragments d'unes quantes altres. Hi ha uns 30 sermons, la majoria en forma fragmentària. L'únic tractat complet és la llarga defensa de la seva posició teològica, El basar d'Hèràclides, escrit a l'exili a l'Oasi, que sobreviu en traducció siríaca. Deu haver-se escrit no abans de l'any 450, ja que sap de la mort de l'emperador Teodosi II (29 de juliol de 450). Hi ha una traducció a l'anglès d'aquesta obra, però es va criticar com a inexacta, així com la traducció francesa més antiga. Més anàlisis erudites han demostrat que s'han fet diverses interpolacions primerenques en el text, en algun moment de la segona meitat del segle V.
Gennadi esmenta un únic llibre de Nestori: De incarnatione Domini. També consten els seus escrits a Ciril d'Alexandria, en l'Adressis Nestorii Blasphemias Contradictionum, Libri V, i algunes homilies.
Se li atribueixen altres obres, de forma dubtosa:
- De Resurrectione et Ascessione Christi (dues homilies),
- Una epístola,
- Una litúrgia (en ús encara entre els nestorians),
- Confessió de fe.

## Veneració
És venerat com a sant a les esglésies fundades a partir de la seva doctrina: l'Església oriental assíria i a l'Església nestoriana d'Orient, amb festivitat el 25 d'octubre.